# Triatlón en los Juegos Europeos
El triatlón en los Juegos Europeos se realizó en la primera edición. El evento es organizado por los Comités Olímpicos Europeos, junto con la Unión Europea de Triatlón (ETU). 

## Ediciones
| Núm. | Año  | Sede                 | Instalación     |
| ---- | ---- | -------------------- | --------------- |
| I    | 2015 | Bakú ( Azerbaiyán)   | Playa de Bilgəh |
| —    | 2019 | Minsk ( Bielorrusia) | No realizado    |
| II   | 2023 | Cracovia ( Polonia)  | Nowa Huta       |

## Medallero
- Actualizado a Cracovia 2023.

| Núm. | País         | Oro | Plata | Bronce | Total |
| ---- | ------------ | --- | ----- | ------ | ----- |
| 1    | Noruega      | 3   | 0     | 0      | 3     |
| 2    | Reino Unido  | 1   | 1     | 0      | 2     |
| 3    | Suiza        | 1   | 0     | 1      | 2     |
| 4    | Austria      | 0   | 1     | 0      | 1     |
| 4    | Israel       | 0   | 1     | 0      | 1     |
| 4    | Países Bajos | 0   | 1     | 0      | 1     |
| 4    | Portugal     | 0   | 1     | 0      | 1     |
| 8    | Azerbaiyán   | 0   | 0     | 1      | 1     |
| 8    | Bélgica      | 0   | 0     | 1      | 1     |
| 8    | Hungría      | 0   | 0     | 1      | 1     |
| 8    | Suecia       | 0   | 0     | 1      | 1     |
|      | TOTAL        | 5   | 5     | 5      | 15    |